# Dominique Lyon
Pour les articles homonymes, voir Lyon (homonymie).
 (février 2011).
Si vous disposez d'ouvrages ou d'articles de référence ou si vous connaissez des sites web de qualité traitant du thème abordé ici, merci de compléter l'article en donnant les références utiles à sa vérifiabilité et en les liant à la section « Notes et références ».
Dominique Lyon, né le 22 juillet 1954 à Paris, est un architecte français. 

## Biographie
De 1988 à 2015, Dominique Lyon a mené une activité d’architecte avec Pierre du Besset, au sein de l’agence DBL. Leur production exceptionnelle se caractérise par des projets très différents les uns les autres, comme l’aménagement célèbre de la maison de la Villette (1987) ou le fameux siège du journal Le Monde à Paris (1990). C’est surtout au travers une série de médiathèques qu’ils se sont fait connaître à Orléans (1994), à Lisieux (2001), ou à Troyes (2002), cette dernière leur ayant valu le Prix de l'Équerre d'argent, décerné chaque année par le groupe de presse Le Moniteur à une réalisation française. Les travaux de l'agence ont été présentés en 2010 au Centre d'architecture Arc en Rêve de Bordeaux. En 2016, Il a créé l'agence Dominique Lyon Architectes.

## Prix
- Finaliste au Prix de l'Union européenne pour l'architecture contemporaine Mies van der Rohe[5]2003
- Prix de l'Équerre d'argent 2002, Prix du Moniteur[2]
- Mention aux prix de la première œuvre 1987, Groupe Moniteur[2]

## Principales réalisations[1]
- Bâtiments culturels

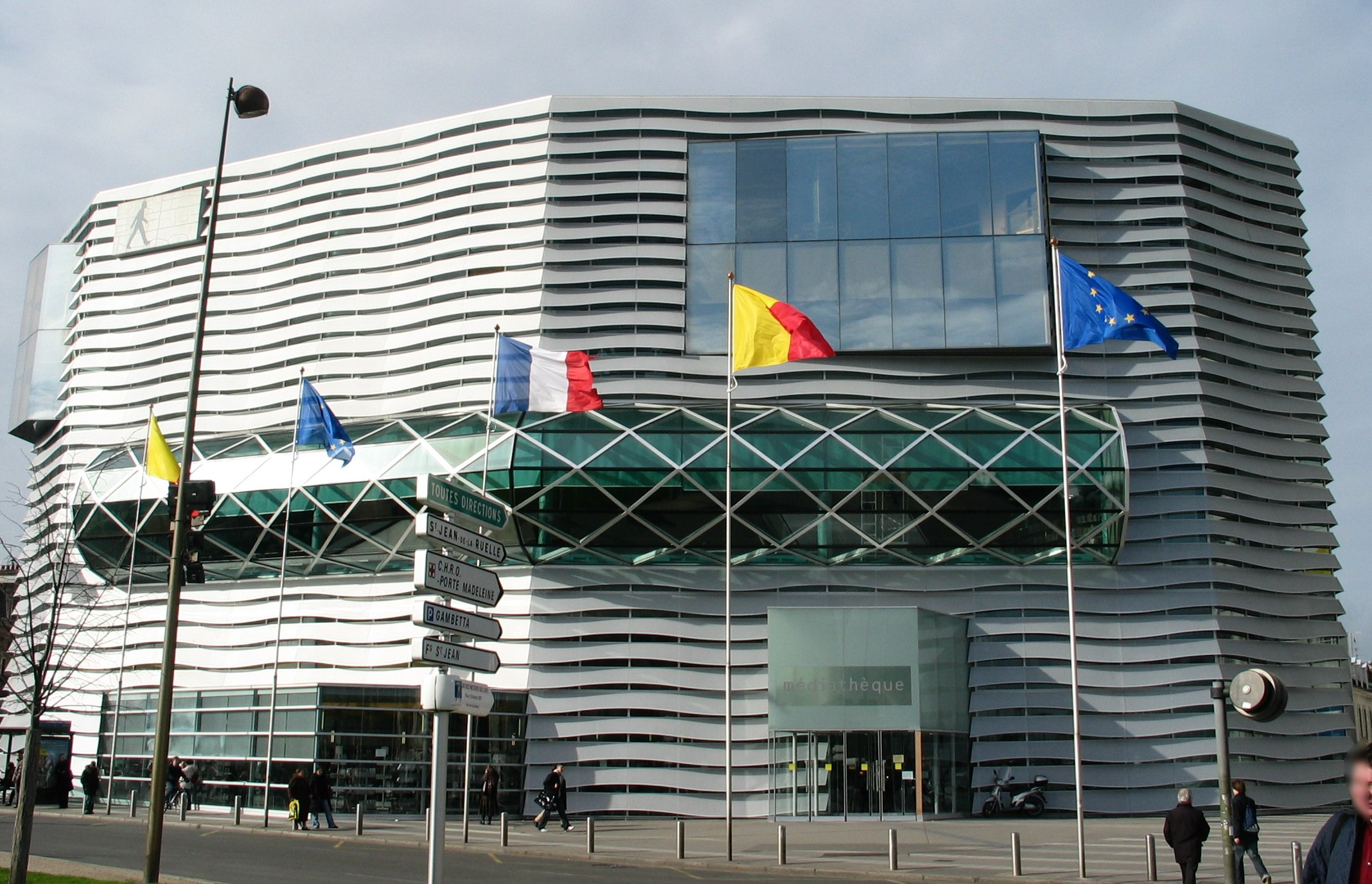
La Médiathèque d’Orléans

  - 2011 Médiathèque - Bibliothèque - Cinémas à Lons-le-Saunier[6]
  - 2010 Bibliothèque de Clermont-Ferrand[7]
  - 2005 Bibliothèque universitaire droit-lettres de Grenoble[8]
  - 2002 Médiathèque Jacques Chirac de Troyes[9]  - Prix de l'Équerre d'argent 2002[2] et labellisée Architecture contemporaine remarquable.
  - 2001 Médiathèque André-Malraux de Lisieux
  - 1999 Bibliothèque municipale de Rungis[10]
  - 1994 Médiathèque d’Orléans
  - 1987 Maison de la Villette à Paris[11] - Mention au prix de la première œuvre[2]

- Bâtiments tertiaires
  - 1990 Siège du journal Le Monde (aujourd'hui de l'IAU île-de-France) à Paris[12]
  - 1988 Aménagement du siège de L'Expansion à Paris

- Bâtiment d’enseignement
  - 2019 Bâtiment universitaire ħ à Orsay sur le campus de l'Université Paris-Saclay[13]
  - 2015 Ancien hôpital-sanatorium Sabourin à Clermont-Ferrand, devenu École nationale supérieure d'architecture de Clermont-Ferrand
  - 2006 Bâtiment universitaire d’enseignement à Saint-Denis

- Logements
  - 2008 3 maisons particulières à Sozopol en Bulgarie
  - 2006 « Gallia » 71 logements à Montpellier
  - 2002 4 logements PLA à Tremblay-en-France
  - 1998 « Les Tilleuls » 55 logements PLA à Gagny

- Aménagement intérieur
  - 2001 Galerie d’art Anne de Villepoix à Paris

- Bâtiment industriel
  - 2002 Station d’épuration du Grand Caen à Mondeville

- Études urbaines
  - 1997 ZAC Pasteur à Tremblay-en-France

- Scénographie
  - 2001 « Jean Prouvé à Paris » au Pavillon de l'Arsenal de Paris[14]